# Shindengen Kōgyō
Shindengen Kōgyō (japanisch 新電元工業株式会社 Shindengen Kōgyō kabushiki-gaisha, englisch Shindengen Electric Manufacturing Co., Ltd.) ist ein börsennotierter japanischer Halbleiterhersteller mit Sitz in Chiyoda in der Präfektur Tokio. Shindengen stellt eine Vielzahl elektrischer Bauelemente her. Hierzu zählen beispielsweise verschiedene Dioden (Schottky-Dioden, Diacs, Zener-Dioden), MOSFETs und integrierte Schaltkreise. Anwendung finden die Produkte des Unternehmens zum Beispiel in Solarwechselrichtern, Energiespeichern, Haushaltsgeräten, industriellen Produkten und Fahrzeugen. 
Mit einem Anteil von 12,97 % war die Honda Motor Company im Jahr 2019 größter Aktionär von Shindengen.